# Saint-Coutant-le-Grand

Saint-Coutant-le-Grand este o comună în departamentul Charente-Maritime, Franța. În 1 ianuarie 2022 avea o populație de 416 de locuitori.